# Časová osa výpočetní techniky do 1949
Tento článek uvádí přehled důležitých událostí ve výpočetní technice od pravěku až do roku 1949.
Časové osy výpočetní techniky: do 1949, 1950 – 1979, 1980 – 1989, 1990 – 1999, 2000 – dosud.

## Pravěk
Za první „kalkulačky“ jsou považovány tzv. „záznamové tyče“. Nejstarší známá „záznamová tyč“ je podle moderní archeologie kost „Lebombo“ z období kolem 35 000 př. n. l. Je třeba poznamenat, že jsou známy i dřívější „záznamové tyče“, ale z rozmístění zářezů není jasné, zda byly používány k počítání (i když to samozřejmě vyloučit nelze). Kost „Ishango“ z doby kolem 18 000 př. n. l. naznačuje, že některé předměty (v tomto případě zvířecí kost) byly v tomto raném období používány pro jednoduché aritmetické operace, a je dokonce možné, že dokládá i nějakou znalost prvočísel .

## 2400 př. n. l. – 1800 n. l.
| Datum          | Událost |
| -------------- | --- |
| 2400 př. n. l. | Abakus – první známá „kalkulačka“ vynalezená pravděpodobně Babyloňany kolem roku 2400 př. n. l. jako pomůcka pro jednoduché aritmetické výpočty. Abakus položil základy poziční číselné soustavě a pozdějšímu výpočetnímu vývoji. |
| 1200 př. n. l. | Nejstarší forma binárního číselného systému byla nalezena ve starověkém Egyptě. |
| 1115 př. n. l. | „Vůz směřující na jih“ byl vynalezen ve starověké Číně. Je to první známý mechanismus ozubených kol, kde byl použit diferenciál. Jednalo se o dvoukolý vůz, na kterém byla socha (postava s napřaženou rukou) spojená s koly pomocí diferenciálního soukolí. Postava na vrcholu vozu ukazovala díky pečlivému výběru velikosti a dráhy kol a převodových poměrů vždy stejným směrem. |
| 500 př. n. l.  | Matematici ve starověké Indii poprvé použili ve svých výpočtech nulu. |
| 500 př. n. l.  | Indický jazykovědec Pánini formuloval velmi systematickou gramatiku Sanskrtu (v podobě 3959 pravidel) známou jako Aštádhjájí. Pánini použil natolik propracovaná pomocná pravidla, transformace a rekurze, že jeho gramatika měla výpočetní sílu jako Turingův stroj. Pániniho práce byla předchůdcem moderní teorie formálních jazyků, a předzvěstí jejího použití v moderní výpočetní technice. Backusova–Naurova forma používaná k popisu většiny moderních programovacích jazyků je také značně podobná Pániniho gramatickým pravidlům. |
| 300 př. n. l.  | Indický učenec Pingala vyvinul binární systém pro popis prozodie. Popsal metry ve formě krátkých a dlouhých slabik (tyto se délkou rovnají dvěma krátkým slabikám). Byly známé jako laghu (lehké) a guru (těžké) slabiky. |
| 200 př. n. l.  | Číňané vynalezli suanpan (čínský abakus, čínské počítadlo), který byl ve velké míře používán až do vynálezu moderní kalkulačky a dokonce se v některých kulturách používá dodnes. |
| 125 př. n. l.  | Mechanismus z Antikythéry: hodinový stroj, analogový počítač navržený a vyrobený v Korintu. Mechanismus obsahoval diferenciální ozubené soukolí a byl schopen sledovat relativní pozice všech tehdy známých nebeských těles. Je považován za první analogový počítač. |
| 100 př. n. l.  | Čínští matematici poprvé použili záporná čísla. |
| 60             | Hérón Alexandrijský učinil řadu objevů, včetně "sekvenčního řízení", ve kterém obsluha nastaví stroj, který je pak deterministickým způsobem řízen sadou instrukcí. Jednalo se v podstatě o první program. Také přišel s četnými vylepšeními v oblasti automatů, které byly důležitými kroky v rozvoji robotiky. |
| 200            | Indští matematici džinismu vynalezli logaritmy. |
| 600            | Indický matematik Brahmagupta jako první popsal moderní poziční číselnou soustavu |
| 724            | Čínský vynálezce Liang Lingzan jako první na světě sestrojil plně mechanické hodiny; již staletí předtím byly známy takzvané vodní hodiny (clepsydra) a některé z nich byly velmi přesné. To byl významný technologický skok vpřed - první skutečné počítače, které byly sestrojeny o tisíc let později, využívaly technologii založenou na tomto typu hodin. |
| 820            | Perský matematik, Al-Chorezmí, popsal základy moderní algebry, jejíž název je odvozen od jeho knihy Al-Kitáb al-fi muḫtaṣar Gabr ḥisāb al-wa-l-muqābala (Souhrnná kniha o výpočtech pomocí doplňování a vyrovnávání). Slovo algoritmus je odvozeno od polatinštělé podoby jména Al-Chorezmí: Algoritmi. |
| 850            | Arabský matematik, Al-Kindi (Alkindus), byl průkopníkem kryptografie. V jeho "Rukopisu na rozluštění kryptografických zpráv" se nachází první známé zaznamenané vysvětlení dešifrování. Jeho přínos spočívá především v tom, že vyvinul metodu frekvenční analýzy, pomocí které lze prolomit šifru pomocí analýzy rozdílů v četnosti výskytu písmen (tj. kryptoanalýza pomocí frekvenční analýzy). Text rovněž zahrnuje metody dešifrování a šifrování, kryptoanalýzu některých metod šifrování a statistické analýzy písmen a kombinací písmen v arabštině. |
| 850            | Bratři Banu Musa (Musovi synové) v "Knize o důmyslných zařízeních", vynalezli "nejstarší známý mechanický hudební nástroj", v tomto případě varhany poháněné vodní energií, který automaticky hrál na vyměnitelné válce. Tento "válec s kolíky vysunutými na povrch zůstal základním mechanickým přístrojem pro produkci a reprodukci hudby až do druhé poloviny devatenáctého století." Vynalezli také pravděpodobně první programovatelný stroj - "automatického hráče na flétnu". |
| 996            | Perský astronom, Aliboron, vynalezl první mechanický astroláb s osmi ozubenými koly, který lze považovat za předchůdce mechanických hodinek. |
| 1000           | Abū Rayhān al-Bīrūnī vynalezl Planisphere, analogový počítač. Vynalezl také první mechanický analogový počítač lunisolárního kalendáře, který využíval ozubené soukolí a osm ozubených kol. Jednalo se o raný příklad stroje na zpracování znalostí s pevným zapojením. |
| 1015           | arabský astronom Abú Ishāq Ibrāhīm al-Zarqālī (Arzachel) z al-Andalusu vynalezl ekvátor, mechanické analogové počítačové zařízení, které sloužilo k určení zeměpisných délek a poloh Měsíce, Slunce a planet bez nutnosti výpočtu, přičemž používalo geometrický model, který znázorňoval střední a anomální polohu nebeského tělesa. |
| 1020           | Mechanický astroláb s převodovkou, který dříve vyvinul Abú Rayhán al-Bírúní, zdokonalil Ibn Samh. Lze jej považovat za předchůdce mechanických hodin. |
| 1100           | Arabský astronom Džábir ibn Afláh (Geber) vynalezl Torquetum, pozorovací přístroj a mechanické analogové počítačové zařízení, které sloužilo k převodu mezi sférickými souřadnicovými systémy a bylo určeno k provádění a převodu měření prováděných ve třech souřadnicových soustavách: horizontální, rovníkové a ekliptikální. |
| 1206           | Arabský inženýr Al-Jazari vynalezl řadu automatů a provedl řadu dalších technologických inovací. Jednou z nich je návrh programovatelné figuríny ve tvaru humanoida: pravděpodobně jde o první seriózní, vědecký (na rozdíl od dřívějšího šarlatánství) plán na robota. Vynalezl také "zámecké hodiny", astronomické hodiny, které jsou považovány za nejstarší programovatelný analogový počítač. Zobrazoval zvěrokruh, oběžné dráhy Slunce a Měsíce, ukazatel ve tvaru půlměsíce putující přes bránu, který způsobuje, že se každou hodinu otevírají automatické dveře, a pět robotických hudebníků, kteří hrají hudbu po úderu do pák ovládaných vačkovou hřídelí připojenou k vodnímu kolu. Délku dne a noci bylo možné každý den přeprogramovat, aby se zohlednila měnící se délka dne a noci v průběhu roku. |
| 1235           | Perský astronom Abi Bakr z Isfahánu vynalezl mosazný astroláb s převodovým kalendářním mechanismem, který vycházel z konstrukce mechanického kalendářního analogového počítače Abú Rayhána al-Bírúního. astroláb Abi Bakra s převodovým mechanismem používá soustavu ozubených kol a je nejstarším dochovaným kompletním mechanickým převodovým strojem. |
| 1300           | Ramon Llull vynalezl Lulliův kruh: pomyslný stroj pro výpočet odpovědí na filozofické otázky (v tomto případě týkající se křesťanství) pomocí logické kombinatoriky. Tuto myšlenku převzal o několik století později Leibniz, a je tak jedním ze základních prvků výpočetní techniky a informatiky. |
| 1400           | Keralská astronomicko-matematická škola v jižní Indii vynalezla číselnou soustavu s plovoucí řádovou čárkou. |
| 1400           | Džamšíd al-Kaší vynalezl desku konjunkcí, analogový počítačový přístroj, který sloužil k určení denní doby, kdy dojde ke konjunkci planet, a k provádění lineární interpolace. Vynalezl také mechanický "planetární počítač", který nazval Deska zón a který dokázal graficky vyřešit řadu planetárních problémů, včetně předpovědi skutečných poloh Slunce a Měsíce a planet ve smyslu eliptických drah, zeměpisných šířek Slunce, Měsíce a planet a ekliptiky Slunce. Součástí přístroje byla také alhidáda a pravítko. |
| 1400           | Ahmad al-Qalqashandi uvádí ve svém díle Subh al-a'sha seznam šifer, které zahrnují substituci i transpozici a poprvé také šifru s vícenásobnou substitucí pro každé písmeno otevřeného textu. Podává také výklad a praktický příklad kryptoanalýzy, včetně použití tabulek četností písmen a souborů písmen, která se nemohou vyskytovat společně v jednom slově. |
| 1492           | Leonardo da Vinci vytvořil nákresy zařízení sestávajícího ze vzájemně propojených ozubených koleček, které lze interpretovat jako mechanickou kalkulačku schopnou sčítat a odčítat. Funkční model inspirovaný tímto plánem byl sestrojen v roce 1968, ale zůstává sporné, zda měl Leonardo skutečně na mysli kalkulačku. Da Vinci vytvořil také plány mechanického člověka, raný návrh robota. |
| 1588           | Joost Buerghi objevil přirozené logaritmy. |
| 1614           | Skot John Napier znovuobjevil formu logaritmů a důmyslný systém pohyblivých tyčí (označovaných jako Napierovy tyče nebo Napierovy kosti). Ty vycházely z logaritmů a umožňovaly operátorovi násobit, dělit a počítat odmocniny a krychle tím, že tyče přemisťoval a umisťoval do speciálně zkonstruovaných desek. |
| 1622           | William Oughtred vyvinul posuvná pravidla založená na přirozených logaritmech Johna Napiera. |
| 1623           | Wilhelm Schickard z Tübingenu ve Württembersku sestrojil první diskrétní automatický kalkulátor, a tím v podstatě zahájil éru počítačů. Jeho zařízení se nazývalo "počítací hodiny". Dokázalo sčítat a odčítat až šestimístná čísla a na přetečení upozorňovalo zvoněním. Operace se prováděly pomocí koleček a úplná otáčka kolečka jednotek inkrementovala kolečko desítek, což je koncepce, která se později hojně využívala například v počítadlech kilometrů a v počítadlech na kazetových magnetofonech. Schickard byl přítelem astronoma Johannese Keplera od jejich setkání v zimě roku 1617. Kepler údajně používal Schickardův stroj pro své astronomické studie. Stroj a plány byly ztraceny a zapomenuty v probíhající válce, poté znovu objeveny v roce 1935, aby se ztratily v další válce, a nakonec znovu objeveny v roce 1956 stejným mužem (Franz Hammer)! V roce 1960 byl stroj zrekonstruován a shledán funkčním. |
| 1642           | Francouzský matematik Blaise Pascal sestrojil mechanický sčítací stroj ("Pascaline"). Přestože byl Pascalův stroj omezenější než Schickardovy "počítací hodiny" z roku 1623, stal se mnohem známějším. Postavil jich asi padesát, ale podařilo se mu prodat snad jen tucet svých strojů v různých podobách, které zvládaly až 8 číslic. |
| 1668           | Angličan Sir Samuel Morland (1625–1695) vyrobil nedesítkový sčítací stroj vhodný pro použití s anglickými penězi. Místo přenášecího mechanismu registruje číslice na pomocných číselnících, z nichž je uživatel znovu zadává jako sčítance. |
| 1671           | Německý matematik Gottfried Leibniz navrhl stroj, který násobil, "Krokový kalkulátor". Dokázal násobit čísla o maximálně 5 a 12 číslicích, čímž získal 16místný výsledek. Stroj byl ztracen na půdě, dokud nebyl v roce 1879 znovu objeven. Leibnizovým nejdůležitějším přínosem pro výpočetní techniku však bylo jeho zdokonalení dvojkové číselné soustavy, která se používá ve všech moderních strojích. Byl také jedním z vynálezců kalkulu (calculus). |
| 1726           | Jonathan Swift ve svých Gulliverových cestách (satiricky) popsal „stroj“ ("engine"). Ten se skládá z dřevěného rámu s dřevěnými bloky obsahujícími části řeči. Když se současně otáčí 40 pákami motoru, stroj zobrazuje gramatické úryvky vět. |
| 1774           | Philipp Matthäus Hahn vyrobil úspěšnou přenosnou kalkulačku schopnou provádět všechny čtyři matematické operace. |
| 1775           | Charles Stanhope, 3. hrabě Stanhope z Anglie, navrhl a sestrojil úspěšnou násobící kalkulačku podobnou Leibnizově. |
| 1786           | J. H. Müller, inženýr hesenské armády, poprvé přišel s myšlenkou diferenčního motoru. |

## 1800–1899
| Datum    | Událost |
| -------- | --- |
| 1804     | Joseph-Marie Jacquard vyvinul žakárový tkalcovský stav, automatický tkalcovský stav ovládaný děrnými štítky. |
| 1820     | Charles Xavier Thomas de Colmar vynalezl "aritmometr", který se po dalších třiceti letech vývoje stal v roce 1851 první sériově vyráběnou mechanickou kalkulačkou. Operátor mohl rychle a efektivně provádět dlouhé násobení a dělení pomocí pohyblivého akumulátoru výsledku. Tento stroj vycházel z dřívějších prací Pascala a Leibnize. |
| 1822     | Charles Babbage zkonstruoval svůj první mechanický počítač, první prototyp desítkového diferenčního stroje pro tabelování mnohočlenů. |
| 1831     | Itálie Giovanni Plana zkonstruoval stroj na věčný kalendář, který dokázal vypočítat přesný kalendář na více než 4 000 let s přihlédnutím k přestupným rokům a odchylkám v délce dne. |
| 1832     | Semen Korsakov navrhl použití děrných štítků pro ukládání a vyhledávání informací. Pro demonstraci svých myšlenek navrhl několik strojů, včetně tzv. lineárního homeoskopu. |
| 1832     | Babbage a Joseph Clement vyrobili prototypový segment svého diferenčního stroje, který pracoval s šestimístnými čísly a diferencemi druhého řádu (tj. uměl tabelovat kvadratické polynomy). Kompletní motor, který by byl velký jako místnost, měl pracovat jak s diferencemi šestého řádu s čísly o 20 číslicích, tak s diferencemi třetího řádu s čísly o 30 číslicích. Každé sčítání by se provádělo ve dvou fázích, přičemž druhá by se postarala o případné přenášení vzniklé v první fázi. Výstupní číslice měly být vyraženy do měkké kovové desky, z níž mohla být vyrobena tisková forma. Vyskytly se však různé potíže a nikdy nebylo dokončeno více než tento prototyp. |
| cca 1833 | Babbage vymyslel a začal konstruovat svůj desítkový "analytický stroj". program pro něj měl být uložen v paměti jen pro čtení ve formě děrných štítků. Babbage na návrhu pracoval ještě několik let, i když se zdá, že po roce 1840 byly změny v návrhu jen malé. Stroj měl pracovat se 40místnými čísly; "mlýn" (CPU) měl mít 2 hlavní akumulátory a několik pomocných pro specifické účely, zatímco "sklad" (paměť) měl pojmout tisíc 50místných čísel. Bylo by zde několik čteček děrných karet, jak pro programy, tak pro data; karty měly být zřetězeny a pohyb každého řetězce měl být reverzibilní. Stroj by prováděl podmíněné skoky. Existovala také forma mikrokódování: význam instrukcí měl záviset na umístění kovových kolíčků v drážkovaném válci, nazývaném "řídicí válec". Předpokládaný stroj by byl schopen provést sčítání za 3 sekundy a násobení nebo dělení za 2-4 minuty. Měl být poháněn parním strojem. Nakonec bylo skutečně postaveno jen několik dílů. |
| 1835     | Joseph Henry vynalezl elektromechanické relé. |
| 1840     | První veřejná expozice Charlese Babbage o jeho analytickém motoru v Accademia delle Scienze v Turíně. |
| 1842     | Timoleon Maurel si nechal patentovat Arithmaurel, mechanickou kalkulačku s velmi intuitivním uživatelským rozhraním, zejména pro násobení a dělení čísel, protože výsledek se zobrazil ihned po zadání operandů. Na francouzské národní výstavě v Paříži v roce 1849 získal zlatou medaili, bohužel jeho složitost a křehkost konstrukce zabránily jeho výrobě. |
| 1842     | Stavba Babbageova diferenčního motoru byla jako oficiální projekt zrušena, protože náklady byly značně překročeny (bylo vynaloženo 17 470 liber, což by v přepočtu na peníze roku 2004 činilo asi 1 000 000 liber). |
| 1843     | Per Georg Scheutz a jeho syn Edvard vyrobili pětimístná čísla a model diferenčního motoru třetího řádu s tiskárnou; švédská vláda souhlasila s financováním jejich dalšího vývoje v roce 1851. |
| 1846     | Babbage začal pracovat na vylepšeném diferenčním stroji (Difference Engine No. 2) a do roku 1849 předložil kompletně provedený soubor plánů. stroj měl pracovat s diferencemi 7. řádu a 31místnými čísly, ale nenašel se nikdo, kdo by zaplatil jeho stavbu. V letech 1989-1991 jej tým v londýnském Muzeu vědy skutečně postavil podle dochovaných plánů. Sestavili komponenty moderními metodami, ale se stejnými tolerancemi, jaké načrtl (Joseph) Clement. Po troše ladění zjistili, že stroj funguje správně. V roce 2000 k němu sestavili také tiskárnu. |
| 1847     | Britský matematik George Boole vyvinul binární algebru (Booleovu algebru), která se zhruba od století později začala hojně využívat při konstrukci a provozu binárních počítačů. Viz 1939. |
| 1851     | Po 30 letech vývoje zahájil Thomas de Colmar výrobu mechanických kalkulaček tím, že začal vyrábět výrazně zjednodušený aritmometr (vynalezený v roce 1820). Kromě jeho klonů, které se začaly vyrábět o třicet let později, to byl po čtyřicet let jediný kalkulační stroj dostupný kdekoli na světě (Dorr E. Felt prodal v letech 1887 až 1890 pouze sto komptografů a několik komptografů). Díky své jednoduchosti byl dosud nejspolehlivější kalkulačkou. Byl to velký stroj (dvacetimístný aritmometr byl dost dlouhý na to, aby zabral většinu pracovního stolu). Přestože se aritmometr vyráběl jen do roku 1915, dvacet evropských firem vyrábělo až do začátku druhé světové války vylepšené klony jeho konstrukce: Burkhardt, Layton, Saxonia, Gräber, Peerless, Mercedes-Euklid, XxX, Archimedes, … |
| 1853     | K Babbageově radosti dokončili manželé Scheutzovi první diferenční motor v plném měřítku, který nazvali Tabulkový stroj. Pracoval s patnáctimístnými čísly a diferencemi 4. řádu a vytvářel tištěný výstup stejně jako Babbageův. Druhý stroj byl později postaven v roce 1859 podle stejné konstrukce firmou Bryana Donkina z Londýna. |
| 1856     | Spojené státy První tabulovací stroj (viz 1853) zakoupila Dudleyho observatoř v Albany ve státě New York a druhý si v roce 1857 objednala britská vláda. Stroj z Albany byl použit k výrobě sady astronomických tabulek; ředitel hvězdárny byl však za tento extravagantní nákup propuštěn a stroj se již nikdy vážněji nepoužíval, nakonec skončil v muzeu. Druhý stroj měl dlouhý a užitečný život. |
| cca 1859 | Martin Wiberg vyrobil přepracovaný stroj podobný diferenčnímu motoru určený k přípravě úrokových sazeb (první publikace v roce 1860) a logaritmických tabulek (první publikace v roce 1875). |
| 1866     | William Stanley Jevons sestrojil první praktický logický stroj (logické počítadlo). |
| 1871     | Babbage vyrobil prototypovou část mlýna a tiskárny Analytical Engine. |
| 1878     | Ramón Verea, žijící v New Yorku, vynalezl kalkulačku s vnitřní násobicí tabulkou; ta byla mnohem rychlejší než posunovací vozík nebo jiné digitální metody té doby. Neměl však zájem uvést ji do výroby; zřejmě chtěl jen ukázat, že Španělé umějí vynalézat stejně dobře jako Američani. |
| 1878     | Komise zkoumala možnost dokončení analytického motoru a došla k závěru, že nyní, když je Babbage mrtev, je to nemožné. Na projekt pak v podstatě všichni zapomněli (až na několik málo lidí); Howard Aiken byl významnou výjimkou. |
| 1884     | Dorr Felt z Chicaga vyvinul svůj komptometr. Jednalo se o první kalkulačku, do které se operandy zadávaly stiskem kláves, místo aby se musely například vytáčet. Bylo to možné díky Feltovu vynálezu přenosového mechanismu, který byl dostatečně rychlý, aby mohl působit, zatímco se klávesy vracejí po stisknutí. Felt a Tarrant zahájili v roce 1887 spolupráci na výrobě komptometru. |
| 1886     | První použití tabulkového systému Hermana Holleritha na baltimorském ministerstvu zdravotnictví. |
| 1887     | Herman Hollerith podal patentovou přihlášku na integrační tabulátor (udělena v roce 1890), který uměl sčítat čísla zakódovaná na děrných štítcích. První zaznamenané použití tohoto zařízení bylo v roce 1889 v úřadu generálního lékaře armády. V roce 1896 Hollerith představil vylepšený model. |
| 1889     | Dorr Felt vynalezl první tiskařskou stolní kalkulačku. |
| 1890     | Do sériové výroby se dostala násobilka, která byla kompaktnější než aritmometr.Konstrukce byla nezávislým a víceméně současným vynálezem Franka S. Baldwina ze Spojených států a Willgodta Theophila Odhnera, Švéda žijícího v Rusku. Rýhované bubny byly nahrazeny konstrukcí s "proměnlivým ozubeným soukolím": diskem s radiálními kolíky, které se z něj mohly vysouvat nebo zasouvat. |
| 1890     | Sčítání lidu v USA v roce 1880 trvalo sedm let, protože veškeré zpracování probíhalo ručně z deníkových archů. Rostoucí počet obyvatel naznačoval, že při sčítání lidu v roce 1890 bude zpracování údajů trvat déle než 10 let do dalšího sčítání lidu - proto byla uspořádána soutěž o lepší metodu. Vyhrál ji zaměstnanec sčítacího oddělení Herman Hollerith, který později založil společnost Tabulating Machine Company, z níž se později stala IBM. Vynalezl záznam dat na médium, které pak mohl přečíst stroj. Předtím se strojově čitelná média používala pro řízení (automaty, klavírní válce, tkalcovské stavy, ...), nikoli pro data. "Po několika počátečních pokusech s papírovou páskou se rozhodl pro děrné štítky..." Jeho stroje používaly mechanická relé k inkrementaci mechanických čítačů. Tato metoda byla použita při sčítání lidu v roce 1890. Čistým efektem mnoha změn oproti sčítání lidu v roce 1880: většího počtu obyvatel, zjišťovaných datových položek, sčítání obyvatel Census Bureau, plánovaných publikací a použití Hollerithových elektromechanických tabelátorů, bylo zkrácení doby potřebné ke zpracování sčítání z osmi let u sčítání lidu v roce 1880 na šest let u sčítání lidu v roce 1890. Inspirací pro tento vynález bylo Hollerithovo pozorování železničních průvodčích během cesty na západě Spojených států – průvodčí do způsobu, jakým děrovali jízdenku, kódovali hrubý popis cestujícího (vysoký, plešatý, muž). |
| 1891     | William S. Burroughs ze St. Louis vynalezl v roce 1885 stroj podobný Feltovu (viz 1884), ale na rozdíl od komptometru se jednalo o stroj s "klíčovou sadou", který zpracovával každé číslo až po zatažení za kliku. Skutečná výroba tohoto stroje začala v roce 1891, přestože Burroughs založil svou společnost American Arithmometer Company v roce 1886 (později se z ní stala Burroughs Corporation, nyní se jmenuje Unisys). |
| 1899     | Japonec Rjóiči Jazu zahájil vývoj mechanického počítacího stroje (automatického abaku). Rjóiči nezávisle prováděl výzkum počítacích strojů a trvalo mu tři roky, než dokončil svůj biquinární mechanický stolní počítací stroj. V roce 1902 požádal o patent. Šlo o první široce úspěšný japonský mechanický počítač. |

## 1900–1939
| Datum     | Událost |
| --------- | --- |
| cca 1900  | Společnost Standard Adding Machine Company uvedla na trh první sčítací stroj s deseti klávesami kolem roku 1900. Vynálezce William Hopkins podal svůj první patent 4. října 1892. Deset kláves bylo umístěno v jedné řadě. |
| 1902      | Sestaven první model sčítacího stroje Dalton. Společnost Remington inzerovala sčítací stroj Dalton jako první 10klávesový tiskový sčítací stroj. Deset kláves bylo osazeno ve dvou řadách. Do konce roku 1906 bylo vyrobeno šest strojů. |
| 1905      | Ičitaro Kawaguči, inženýr ministerstva komunikací a dopravy, sestrojil Kawagučiho elektrický tabulovací stroj, který sloužil k tabelování některých výsledků demografické statistické studie z roku 1904. |
| 1906      | Henry Babbage, Charlesův syn, s pomocí firmy R. W. Munro dokončil "mlýn" z otcova Analytického stroje, aby ukázal, že fungoval. To se podařilo. Kompletní stroj nebyl vyroben. |
| 1906      | Lee De Forest vynalezl audion (vakuová trubice nebo termionický ventil). |
| 1906      | Herman Hollerith představuje tabulátor se zásuvnou deskou, kterou lze přepojit a přizpůsobit tak stroj pro různé aplikace. Zásuvné desky se hojně používaly k řízení strojových výpočtů, dokud je v 50. letech 20. století nevytlačily uložené programy. |
| 1909      | Nezávisle na Babbageovi publikoval Percy Ludgate v roce 1909 druhý z pouhých dvou návrhů mechanických analytických strojů v historii. |
| 1914      | Leonardo Torres y Quevedo ve svých Esejích o automatice publikovaných v roce 1914 formuluje to, co se stane novým odvětvím techniky: automatizaci a navrhuje počítací stroj Babbageova typu, který používá elektromechanické části, jež zahrnují reprezentaci čísel s plovoucí řádovou čárkou. |
| 1919      | William Henry Eccles a F. W. Jordan publikovali první návrh klopného obvodu. |
| 1924      | Němec Walther Bothe sestrojil logické hradlo AND – koincidenční obvod pro použití ve fyzikálních experimentech, za který obdržel Nobelovu cenu za fyziku 1954. Tuto techniku hojně využívají digitální obvody všeho druhu. |
| 1928      | IBM standardizuje děrné štítky s 80 sloupci dat a obdélníkovými otvory. Jsou široce známé jako karty IBM a téměř půl století dominují průmyslu zpracování dat. |
| 1929      | Střídavá výpočetní deska Westinghouse. Analyzátor střídavé sítě, který se až do 60. let 20. století používal k simulacím elektrického přenosového vedení na střídavý proud (AC). |
| cca 1930  | Vannevar Bush sestrojil částečně elektronický diferenciální analyzátor schopný řešit diferenciální rovnice. |
| cca 1930  | Velšský fyzik C. E. Wynn-Williams v anglické Cambridgi použil prstenec tyratronových elektronek ke konstrukci binárního digitálního čítače, který počítal emitované částice alfa. |
| 1931      | Kurt Gödel z Vídeňské univerzity v Rakousku publikoval článek o univerzálním formálním jazyce založeném na aritmetických operacích. Použil jej k zakódování libovolných formálních výroků a důkazů a ukázal, že formální systémy, jako je tradiční matematika, jsou buď v určitém smyslu nekonzistentní, nebo obsahují nedokazatelné, ale pravdivé výroky. Tento výsledek je často označován za základní výsledek teoretické informatiky. |
| 1931      | Společnost IBM ve Spojených státech představila elektromechanický stroj IBM 601 Multiplying Punch, který dokázal přečíst dvě až osmimístná čísla z karty a vyrazit jejich součin na stejnou kartu. |
| 1934      | V letech 1934 až 1937 publikovali inženýr společnosti NEC Akira Nakashima (Japonsko), Claude Shannon (USA) a Viktor Šestakov (SSSR) sérii článků představujících teorii spínacích obvodů. |
| 1934      | Wallace Eckert z Kolumbijské univerzity propojil tabelátor IBM 285, duplikátor 016 a multiplikátor IBM 601 s vačkou řízeným sekvenčním spínačem, který navrhl. Kombinovaný systém byl použit k automatizaci integrace diferenciálních rovnic. |
| 1936      | Alan Turing z Cambridgeské univerzity v Anglii publikoval článek o "spočitatelných číslech", který přeformuloval výsledky Kurta Gödela (viz související práce Alonza Churche). Jeho článek se zabýval slavným "Entscheidungsproblem", jehož řešení se v článku hledalo pomocí úvahy (jako matematického aparátu) o jednoduchém a teoretickém počítači, dnes známém jako Turingův stroj. Toto zařízení bylo v mnoha ohledech výhodnější než Gödelův univerzální formální systém založený na aritmetice. |
| 1937      | George Stibitz z Bellových telefonních laboratoří v New Yorku sestrojil demonstrační jednobitovou binární sčítačku s použitím relé. Jednalo se o jeden z prvních binárních počítačů, i když v této fázi šlo pouze o demonstrační stroj; pokračovalo se ve zdokonalování, které vedlo k vytvoření komplexního číselného kalkulátoru v lednu 1940. |
| 1937      | Claude E. Shannon publikoval jako svou magisterskou práci na MIT článek o implementaci symbolické logiky pomocí relé. |
| 1938      | Konrad Zuse z Berlína dokončil "Z1", první mechanický binární programovatelný počítač. Byl založen na booleovské algebře a měl některé základní prvky moderních strojů, používal dvojkovou soustavu a aritmetiku s plovoucí řádovou čárkou. Zuseho patentová přihláška z roku 1936 (Z23139/GMD č. 005/021) rovněž navrhovala "von Neumannovu" architekturu (znovuobjevenou kolem roku 1945) s programem a daty modifikovatelnými v paměti. Původně se stroj nazýval "V1", ale po válce byl zpětně přejmenován, aby se předešlo záměně s létající bombou V-1. Pracoval s čísly s plovoucí řádovou čárkou (7bitový exponent, 16bitová mantisa a znaménkový bit). Paměť používala posuvné kovové části pro uložení 16 takových čísel a fungovala dobře; aritmetická jednotka však byla méně úspěšná a občas trpěla určitými mechanickými problémy. Program se četl z otvorů vyražených ve vyřazeném 35mm filmovém pásu. Hodnoty dat bylo možno zadávat z numerické klávesnice a výstupy se zobrazovaly na elektrických lampách. Stroj nebyl počítačem pro všeobecné použití (tj. Turingův kompletní), protože postrádal možnost smyčky. |
| 1939      | William Hewlett a David Packard založili v Packardově garáži v kalifornském Palo Altu společnost Hewlett-Packard Company s počáteční investicí 538 dolarů (v přepočtu 10 357 Kč v roce 2021), a vlastně tak položili základy budoucího Silicon Valley. Společnost HP se později rozrostla a stala se jednou z největších technologických společností na světě. |
| 1939      | John Vincent Atanasoff a postgraduální student Clifford Berry z Iowa State College (nyní Iowa State University) v Ames ve státě Iowa dokončili prototyp 16bitové sčítačky. Jednalo se o první stroj, který počítal pomocí vakuových elektronek. |
| 1939–1940 | Helmut Schreyer v Německu dokončil prototyp 10bitové sčítačky s použitím vakuových elektronek a prototyp paměti s použitím neonových lamp. |

## 1940–1949
| Datum             | Událost |
| ----------------- | --- |
| 1940              | Samuel Williams a George Stibitz v Bellových laboratořích sestrojili kalkulátor, který uměl pracovat s komplexními čísly, pojmenovali jej "kalkulátor komplexních čísel"; později byl znám jako "model I Relay Calculator". Pro logiku používal telefonní spínací součástky: Bylo použito 450 relé a 10 příčných přepínačů. Čísla byla reprezentována v "plus 3 BCD"; to znamená, že pro každou desítkovou číslici je 0 reprezentována binárním číslem 0011, 1 číslem 0100 a tak dále až do 1100 pro 9; toto schéma vyžaduje méně relé než přímé BCD. Místo toho, aby uživatelé museli přijít ke stroji, aby jej mohli používat, byla kalkulačka vybavena třemi vzdálenými klávesnicemi na různých místech budovy v podobě dálnopisů. V jednom okamžiku bylo možné používat pouze jednu z nich a výstup se automaticky zobrazoval na téže. Dne 9. září 1940 byl na Dartmouth College v Hanoveru ve státě New Hampshire zřízen dálnopis s připojením do New Yorku a účastníci konference mohli stroj používat na dálku. |
| 1940              | Konrad Zuse dokončil stroj "Z2" (původně "V2"), který kombinoval stávající mechanickou paměťovou jednotku stroje Z1 s novou aritmetickou jednotkou využívající reléovou logiku. Stejně jako Z1 postrádal Z2 možnost smyčkování. Projekt byl na rok přerušen, když byl Zuse v roce 1939 odveden do armády, ale po propuštění pokračoval. V roce 1940 Zuse představil Z2 posluchačům Deutsche Versuchsanstalt für Luftfahrt ("Německá laboratoř pro letectví") v Berlíně-Adlershofu. |
| 11. května 1941   | Konrad Zuse nyní pracoval s omezenou podporou DVL (Německý letecký výzkumný ústav) a dokončil Z3 (původně V3): první funkční programovatelný počítač. Jedním z hlavních vylepšení oproti nefunkčnímu zařízení Charlese Babbage je použití Leibnizovy dvojkové soustavy (Babbage a další se neúspěšně pokoušeli sestrojit desítkové programovatelné počítače). Zuseho stroj také obsahoval čísla s plovoucí řádovou čárkou se 7bitovým exponentem, 14bitovou mantisou (s automaticky předřazeným bitem "1", pokud číslo nemá hodnotu 0) a znaménkovým bitem. Paměť obsahovala 64 těchto slov, a proto vyžadovala přes 1400 relé; dalších 1200 bylo v aritmetických a řídicích jednotkách. Obsahoval také paralelní sčítačky. Program, vstup a výstup byly realizovány stejně, jak je popsáno výše u Z1. Přestože nebyly k dispozici podmíněné skoky, bylo prokázáno, že Zuseho Z3 je v principu schopen fungovat jako univerzální počítač. Stroj dokázal provést 3-4 sčítání za sekundu a na násobení potřeboval 3-5 sekund. Z3 byl zničen v roce 1943 během spojeneckého bombardování Berlína, a neměl tak žádný vliv na vývoj počítačové technologie v Americe a Anglii. |
| léto 1942         | Atanasoff a Berry dokončili speciální kalkulátor pro řešení soustav simultánních lineárních rovnic, později nazvaný "ABC" ("Atanasoff-Berry Computer"). Ten měl 60 50bitových slov paměti v podobě kondenzátorů (s obnovovacími obvody - první regenerativní paměť) umístěných na dvou otočných bubnech. Taktovací frekvence byla 60 Hz a sčítání trvalo 1 sekundu. Pro sekundární paměť se používaly děrné štítky, které uživatel přesouval. Otvory se do karet ve skutečnosti neděrovaly, ale vypalovaly. Chybovost systému děrných štítků se nikdy nesnížila pod 0,001 %, což bylo nedostatečné. Po vstupu USA do války Atanasoff opustil Iowskou státní univerzitu a ukončil tak svou práci na digitálních výpočetních strojích. |
| 1942              | Helmut Hölzer sestrojil analogový počítač pro výpočet a simulaci trajektorií raket V-2. |
| 1942              | Konrad Zuse vyvinul S1, první procesní počítač na světě, který pak Henschel (výrobce letadel) používal k měření povrchu křídel. |
| duben 1943        | Max Newman, C. E. Wynn-Williams a jejich tým v tajné vládní škole kódů a šifer ("Station X") v Bletchley Parku, Bletchley, Anglie, dokončili "Heath Robinson". Jednalo se o specializovaný počítací stroj používaný k luštění šifer, nikoliv o univerzální kalkulačku nebo počítač, ale o logické zařízení využívající kombinaci elektroniky a reléové logiky. Opticky četl data rychlostí 2000 znaků za sekundu ze dvou uzavřených smyček papírové pásky. Byl významný tím, že byl předchůdcem Colossu. Newman se znal s Turingem z Cambridgeské univerzity (Turing byl Newmanovým studentem) a byl první osobou, která viděla koncept Turingova článku z roku 1936. Heath Robinson byl britský karikaturista známý kresbami komických strojů, podobně jako Američan Rube Goldberg. Dva pozdější stroje z této série byly pojmenovány podle londýnských obchodů, které rovněž měly v názvu slovo "Robinson". |
| září 1943         | Williams a Stibitz dokončili "Reléový interpolátor", později nazvaný "Model II Relay Calculator". Jednalo se o programovatelný kalkulátor; program a data se opět četla z papírových pásek. Inovativní vlastností bylo, že pro větší spolehlivost (detekce chyb/samokontrola) byla čísla reprezentována v bikvinálním formátu pomocí sedmi relé pro každou číslici, z nichž přesně dvě měla být "zapnutá": 01 00001 pro 0, 01 00010 pro 1, a tak dále až do 10 10000 pro 9. Některé z pozdějších strojů této řady používaly pro číslice čísel s plovoucí řádovou čárkou biquinární zápis. |
| prosinec 1943     | Tommy Flowers v londýnských výzkumných laboratořích The Post Office Research Laboratories dokončil stroj Mark 1 Colossus, který měl pomoci při luštění německé Lorenzovy šifry SZ42 v Bletchley Parku. Jednalo se o binární digitální stroj, který obsahoval 1500 vakuových elektronek (ventilů) a aplikoval programovatelnou logickou funkci na proud znaků, které se četly a znovu načítaly ze smyčky děrné papírové pásky rychlostí 5000 znaků za sekundu. Měl 501 bitů paměti, program se nastavoval na přepínačích a zásuvných panelech. Colossus byl používán v Bletchley Parku během druhé světové války, jako pokračovatel méně produktivních strojů Heath Robinson. |
| červen 1944       | První Colossus Mark 2 byl uveden do provozu. Vycházel ze stroje Mark 1 a obsahoval 2400 vakuových elektronek. Měl pět identických paralelních procesorů napájených z posuvného registru, který umožňoval zpracování 25 000 znaků za sekundu. Colossus dokázal vyhodnocovat širokou škálu booleovských algebraických funkcí, které pomáhaly stanovit nastavení rotoru stroje Lorenz SZ42. Do konce války v Evropě v květnu 1945 se v Bletchley Parku používalo deset strojů Mark 2 Colossus. Všechny stroje kromě dvou byly poté rozebrány na tak malé části, že nebylo možné odvodit jejich použití, aby toto dílo bylo uchováno v tajnosti. Zbývající dva stroje byly v šedesátých letech demontovány v GCHQ Cheltenham. |
| 7. srpna 1944     | Automatický sekvenčně řízený kalkulátor IBM byl předán Harvardově univerzitě, která jej nazvala Harvard Mark I. Navrhl jej Howard Aiken a jeho tým, financovala a postavila společnost IBM - stal se druhým programově řízeným strojem (po stroji Konrada Zuseho). Celý stroj byl dlouhý 51 stop (16 m), vážil 5 (krátkých) tun (4,5 tuny) a obsahoval 750 000 dílů. Jako vypínače používal 3304 elektromechanických relé, měl 72 akumulátorů (každý s vlastní aritmetickou jednotkou) a také mechanický registr s kapacitou 23 číslic plus znaménko. Aritmetika byla s pevnou desetinnou čárkou, přičemž počet desetinných míst se určoval nastavením na ovládacím panelu. Vstupně-výstupní zařízení zahrnovala čtečky karet, děrovačku karet, čtečky papírových pásek a psací stroje. K dispozici bylo 60 sad otočných přepínačů, z nichž každý mohl být použit jako konstantní registr - něco jako mechanická paměť pouze pro čtení. Program se četl z jedné papírové pásky; data bylo možné číst z ostatních pásek, ze čteček karet nebo z konstantních registrů. Podmíněné skoky nebyly k dispozici. V pozdějších letech byl však stroj upraven tak, aby podporoval více čteček papírových pásek pro program, přičemž přenos z jedné na druhou byl podmíněný, spíše jako podmíněné volání podprogramu. Další doplněk umožňoval poskytovat zásuvné podprogramy připojené k desce a volatelné z pásky. Používal se k vytváření balistických tabulek pro americké námořnictvo. |
| 1945              | Konrad Zuse vyvinul Plankalkül, první programovací jazyk vyšší úrovně. V březnu také představil program Z4. |
| 1945              | Vannevar Bush vyvinul teorii memexu, hypertextového zařízení propojeného s knihovnou knih a filmů. |
| 1945              | John von Neumann vypracoval zprávu popisující budoucí počítač, který byl nakonec sestrojen jako EDVAC (Electronic Discrete Variable Automatic Computer). První návrh zprávy o EDVAC obsahuje první publikovaný popis návrhu počítače s uloženým programem, který dal vzniknout termínu von Neumannova architektura. Přímo či nepřímo ovlivnil téměř všechny následující projekty, zejména EDSAC. Do konstrukčního týmu patřili John W. Mauchly a J. Presper Eckert. |
| 14. února 1946    | Byl představen ENIAC (elektronický numerický integrátor a počítač), jeden z prvních zcela elektronických, elektronkových, digitálních, programově řízených počítačů. 9. listopadu 1946 byl odstaven kvůli rekonstrukci a modernizaci paměti a v roce 1947 byl převezen na cvičiště Aberdeen Proving Ground v Marylandu. Vývoj zahájili v roce 1943 v Ballistic Research Laboratory v USA John W. Mauchly a J. Presper Eckert. Vážil 30 tun, obsahoval 18 000 vakuových elektronek a spotřebovával přibližně 160 kW elektrické energie. Dokázal provést 5 000 základních výpočtů za sekundu. Sloužil k výpočtu balistických trajektorií a testování teorií vodíkové bomby. |
| 19. února 1946    | ACE (Automatic Computing Engine): Alan Turing předložil výkonnému výboru Národní fyzikální laboratoře (NPL) podrobný dokument, v němž uvedl první poměrně úplný návrh počítače s uloženým programem. Kvůli přísnému a dlouhotrvajícímu utajení své válečné práce v Bletchley Parku však nesměl (po podpisu zákona o úředním tajemství) vysvětlovat, že ví, že jeho myšlenky lze uplatnit ve vývoji elektronického zařízení. |
| 1946              | Ralph Benjamin v rámci své práce pro vědeckou službu britského královského námořnictva vynalezl trackball, jako součást radarového vykreslovacího systému Comprehensive Display System (CDS). Benjaminův projekt využíval analogové počítače k výpočtu budoucí polohy cílových letadel na základě několika počátečních vstupních bodů zadaných uživatelem pomocí joysticku. Benjamin se domníval, že je zapotřebí elegantnějšího vstupního zařízení, a v roce 1946 pro tento účel vynalezl kuličkový sledovací systém nazvaný roller ball. Zařízení bylo patentováno v roce 1947, ale byl sestrojen pouze prototyp a zařízení bylo mimo armádu drženo v tajnosti |
| září 1947         | Vývoj prvního assembleru Kathleen Boothovou na Birkbecku, Londýnské univerzitě v návaznosti na práci s Johnem von Neumannem a Hermanem Goldstinem v Institute for Advanced Study. |
| 16. prosince 1947 | William B. Shockley, John Bardeen a Walter Brattain vynalezli v Bellových laboratořích v USA tranzistor. |
| 1947              | Howard Aiken sestavil Harvard Mark II. |
| 1947              | Byla založena Asociace pro výpočetní techniku (ACM) jako první vědecká a vzdělávací počítačová společnost na světě. Existuje dodnes a v současné době má přibližně 78 000 členů. Sídlí v New Yorku. |
| 27. ledna 1948    | Společnost IBM představila počítač SSEC (Selective Sequence Electronic Calculator). Byl to první počítač, který upravoval uložený program. "Ke konstrukci aritmetické jednotky a osmi velmi rychlých registrů bylo použito asi 1300 vakuových elektronek, zatímco v řídicí struktuře bylo použito 23 000 relé a 150 registrů pomalejší paměti." |
| 12. května 1948   | Birkbeck ARC, první ze tří strojů vyvinutých na Birkbeckově univerzitě v Londýně Andrewem Boothem a Kathleen Boothovou, byl oficiálně uveden do provozu. Ovládání bylo zcela elektromechanické a paměť byla založena na rotujícím magnetickém bubnu. jednalo se o první existující paměťové zařízení s rotujícím bubnem. |
| 21. června 1948   | Na univerzitě v Manchesteru bylo postaveno zařízení Manchester Baby. V tento den také spustil svůj první program. Byl to první počítač, který ukládal své programy i data do paměti RAM, podobně jako moderní počítače. Do roku 1949 se "Baby" rozrostl a získal magnetický buben pro trvalejší ukládání dat a stal se z něj Manchester Mark 1. |
| 1948              | Společnost Westinghouse (USA) uvedla ANACOM, střídavý elektrický analogový počítačový systém používaný až do počátku 90. let 20. století pro problémy v mechanickém a konstrukčním navrhování, fluidice a různé přechodové problémy. |
| 1948              | Společnost IBM představila počítač "604", první stroj vybavený jednotkami FRU (Field Replaceable Units), které zkrátily dobu odstávek, protože celé zásuvné jednotky bylo možné jednoduše vyměnit, namísto náročné opravy. |
| 1948              | Byla prodána první ruční mechanická kalkulačka Curta. Curta počítala s 11místnou desetinnou přesností na vstupních operandech do 8 desetinných míst. Byla velká asi jako mlýnek na pepř. |
| březen 1949       | John Presper Eckert a John William Mauchly zkonstruovali pro společnost Northrop počítač BINAC. |
| 6. května 1949    | Tento den je považován za den narození moderní výpočetní techniky: Maurice Wilkes a jeho tým na Cambridgeské univerzitě provedli první uložený program na počítači EDSAC, který používal vstup a výstup z papírové pásky. Počítač EDSAC, který vycházel z myšlenek Johna von Neumanna o počítačích s uloženým programem, byl prvním kompletním, plně funkčním počítačem von Neumannovy architektury. |
| říjen 1949        | Byla vyrobena finální specifikace počítače Manchester Mark 1; tento stroj se vyznačoval tím, že jako první počítač používal ekvivalent registrů báze/index, což se do běžné počítačové architektury dostalo až u druhé generace kolem roku 1955. |
| 1949              | CSIR Mk I (později známý jako CSIRAC), první australský počítač, spustil svůj první testovací program. Jednalo se o elektronický univerzální počítač založený na vakuových trubicích. Jeho hlavní paměť uchovávala data jako sérii akustických pulzů v trubicích o délce 5 stop (1,5 m) naplněných rtutí. |
| 1949              | MONIAC (Monetary National Income Analogue Computer), známý také jako Phillipsův hydraulický počítač, byl vytvořen v roce 1949 za účelem modelování národohospodářských procesů Spojeného království. MONIAC se skládal z řady průhledných plastových nádrží a trubek. Předpokládá se, že bylo postaveno dvanáct až čtrnáct strojů. |